# Wienrode

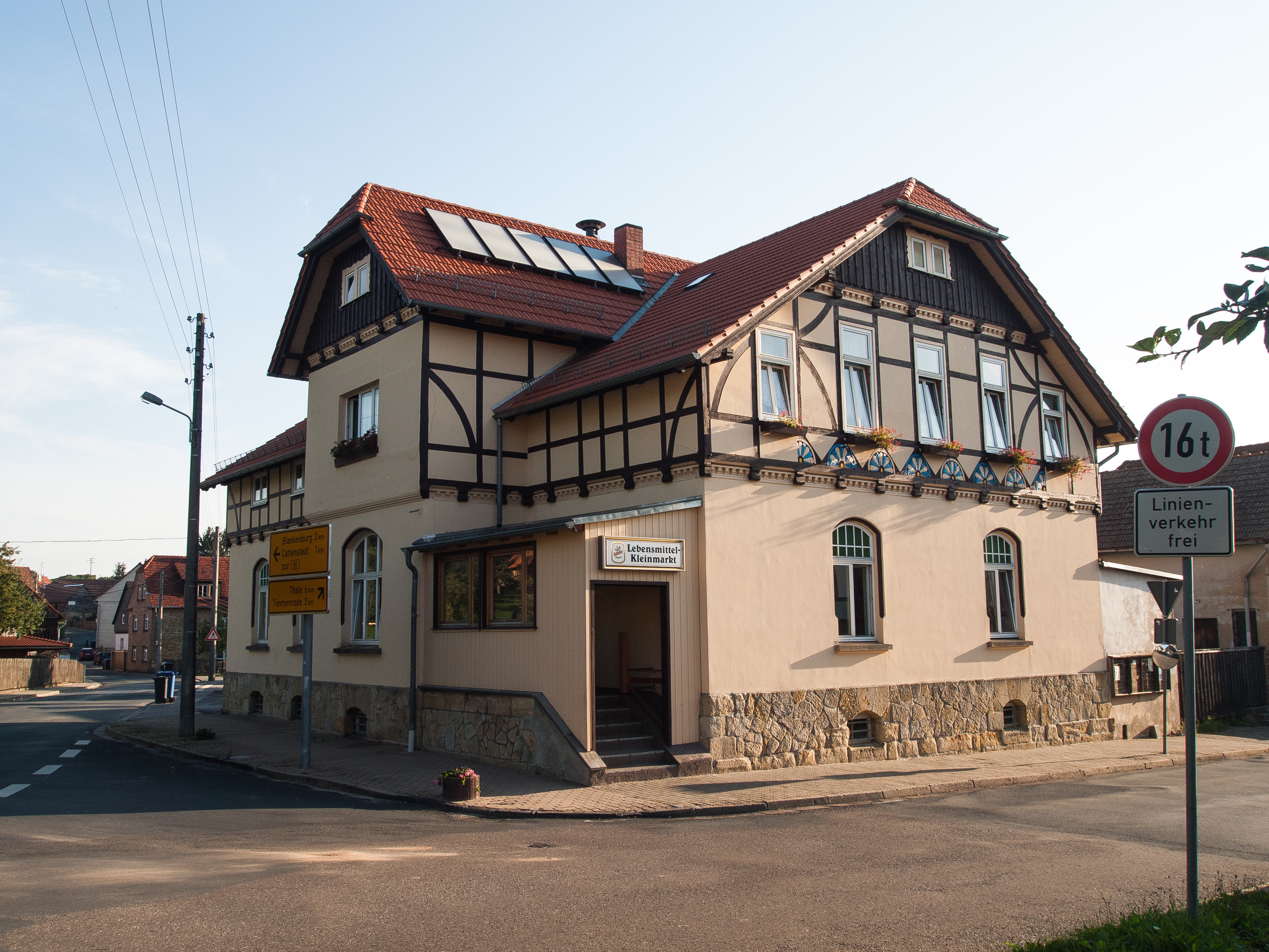
Wienrode, Eckgebäude Mühlenstraße/Lange Straße

Wienrode ist ein Ortsteil der Stadt Blankenburg (Harz) im Landkreis Harz in Sachsen-Anhalt.

## Geografische Lage
Wienrode liegt im Nordharz, etwa 4 km südöstlich der Stadt Blankenburg (Harz), an der Landstraße nach Treseburg, die von der Bundesstraße 81 abzweigt. Ferner bestehen Straßenverbindungen nach Cattenstedt und Timmenrode.
Nördlich des Ortes erstreckt sich das Naturschutzgebiet und Ausflugsziel Teufelsmauer und südlich liegen das Bodetal und die Roßtrappe.

## Geschichte
Nach Aussage der Chronik auf der offiziellen Website der Gemeinde soll Wienrode 1139 erwähnt worden sein, als das Stift St. Johann in Halberstadt ein Stück Wald in der Nähe des Ortes erhielt. Die entsprechende Urkunde bezieht sich in Wirklichkeit aber auf die Wüstung Wigenrode westlich von Stötterlingenburg. Die eigentliche Ersterwähnung von Wienrode ist noch unerforscht.
Bei Wienrode gab es einen Abbau von Braunkohle.
Wienrode lag im April 1945 im von der Wehrmacht gegen die US-Armee noch verteidigten Harzkessel. Am 20. April ergaben sich in und bei Wienrode etwa 1000 deutsche Soldaten. Dabei kam es zu einem Massaker. Oberst Grassau ging mit einer Gruppe seines Stabes unbewaffnet auf freiem Feld den US-Truppen entgegen, um sich zu ergeben. Einwohner des Ortes fanden dann ihn – mit Kopfschuss – und 16 weitere deutsche Soldaten erschossen vor. Sie wurden auf dem Friedhof Wienrode beerdigt. Ein Findling trägt ihre Namen.
Anfang Juli 1945 erfolgte die Eingliederung auch von Wienrode in die Sowjetisch Besetzte Zone, aus der 1949 die DDR hervorging.
1952 gelangte der Ort an den Kreis Wernigerode des DDR-Bezirks Magdeburg.
Am 1. Januar 2010 wurde die bis dahin selbstständige Gemeinde Wienrode zusammen mit den Gemeinden Heimburg, Hüttenrode, Cattenstedt und Timmenrode sowie der Stadt Derenburg in die Stadt Blankenburg (Harz) eingemeindet.
Seit 2018 hat sich die der rechtsesoterischen Anastasia-Bewegung zugehörige völkische Gruppe „Weda Elysia“ in Wienrode niedergelassen, was Politiker des Landkreises von CDU und Linke alarmierte.

## Wappen und Flagge
Blasonierung: „Schräggeteilt von Silber über Rot, oben ein schrägrechter grüner Zweig mit drei grünen Blättern und zwei hängenden roten Kirschen, unten eine schrägrechte, nach links gebogene vierendige silberne Geweihstange.“
Im Jahr 1997 beauftragte der Gemeinderat von Wienrode den Magdeburger Kommunalheraldiker Jörg Mantzsch mit der Erarbeitung eines Insigniums. Wienrode führte bis dahin kein offiziell genehmigtes Wappen, verwendet jedoch ein solches und führte es im Dienstsiegel. Dieses Wappen war jedoch weder korrekt dargestellt noch staatlich genehmigt. Es war darum Beschluss vom 20. März 1997 der Gemeinde, die bisher verwendete Symbolik einer Kirsche in das neu zu gestaltende Wappenbild aufzunehmen. Mit diesem Symbol verbindet sich der über Generationen betriebene Kirschanbau in und um Wienrode. Ebenfalls wurde beschlossen, im schräggeteilten Schild eine Hirschstange in Bezug zu den Grafen von Regenstein und Blankenburg zu führen.
Die Flagge der ehemaligen Gemeinde Wienrode ist eine weiß-rote Streifenflagge (1:1) mit aufgelegtem Wappen der Gemeinde.

## Verkehr
Es bestehen Busverbindungen in die umliegenden Orte in Richtung Thale, Blankenburg, Wernigerode, Altenbrak, Treseburg und Benneckenstein. Des Weiteren besteht von Blankenburg aus eine Verbindung zur Deutschen Bahn in Richtung Halberstadt über die Bahnstrecke Halberstadt–Blankenburg.
Durch den Ort verläuft der Europaradweg R1.

## Forsthaus Eggerode

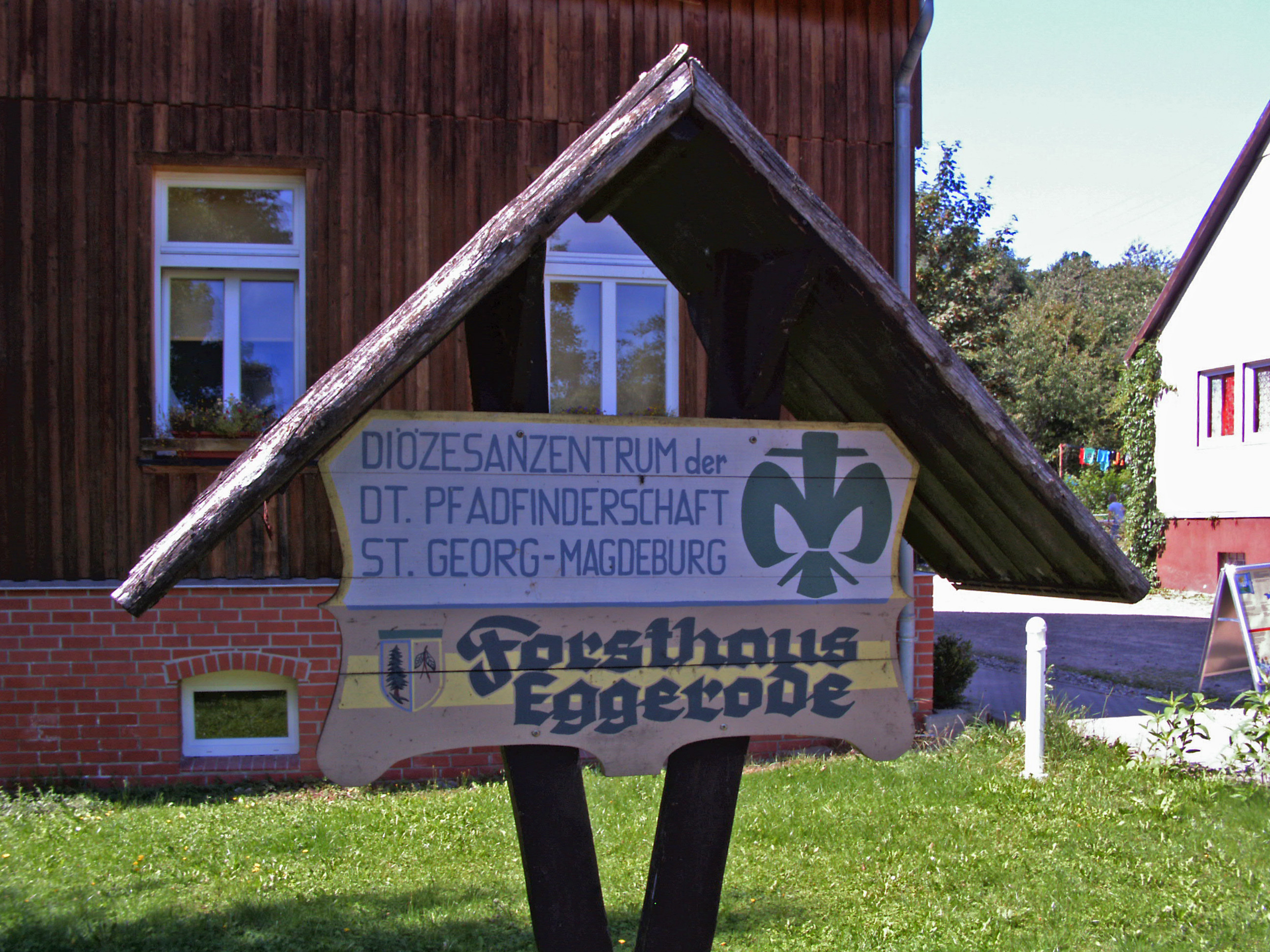
Eingang zum Forsthaus Eggerode

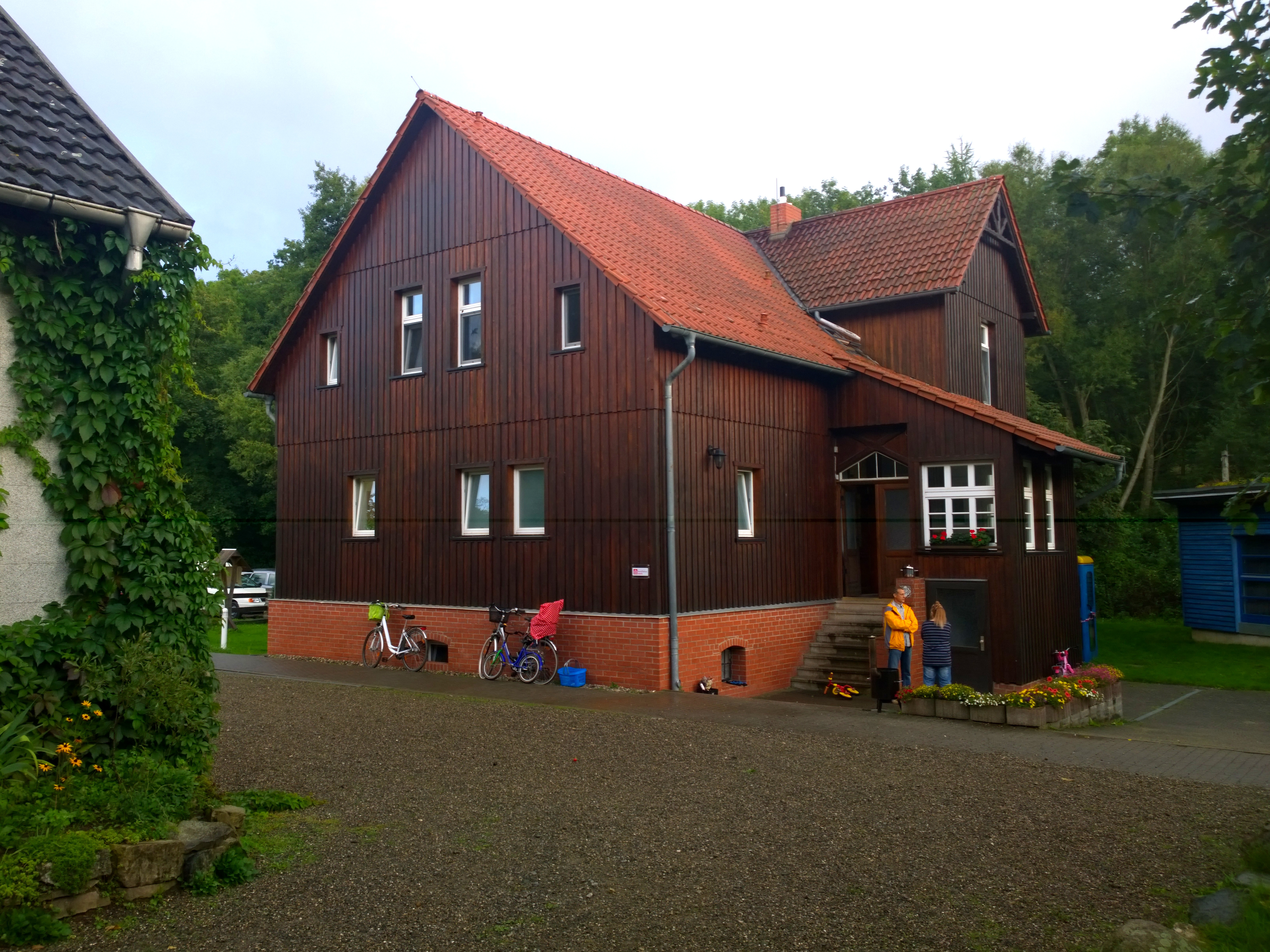
Forsthaus Eggerode

Zu Wienrode gehört das ehemalige Forsthaus Eggerode, das Ende des 19. Jahrhunderts erbaut worden war und heute als Diözesanzentrum der Deutschen Pfadfinderschaft Sankt Georg (DPSG) im Bistum Magdeburg dient. Es befindet sich rund zwei Kilometer östlich des Dorfes Wienrode.
Die zum Forsthaus Eggerode führende Straße trägt die Bezeichnung Schachtweg, da sich zwischen dem Forsthaus Eggerode und dem Dorf Wienrode die Grube Hercynia (teilweise auch als Herzynia bezeichnet) befand. Der 1876 begonnene Braunkohletagebau in der Grube Hercynia wurde nach dem Zweiten Weltkrieg eingestellt, und es erfolgte um 1949/1950 die Liquidation der Braunkohlengrube Herzynia.
Zur Zeit der DDR befand sich auf dem Gelände des Forsthauses eine Naherholungseinrichtung für den VEB Städtischer Nahverkehr Halberstadt. Am 4. März 1990 erfolgte in Magdeburg die Gründung der Pfadfinderschaft Sankt Georg (PSG) für das Bistum Magdeburg, die am 1. Januar 1991 der Deutschen Pfadfinderschaft Sankt Georg (DPSG) angeschlossen wurde. Die DPSG übernahm das Forsthaus 1991 von der Treuhandanstalt. 1995/96 folgte auf dem Forsthausgelände der Bau von drei Gruppenhäusern, die drei Bungalows aus der DDR ersetzen, die nicht mehr den Bauvorschriften entsprachen.